# Стенякина, Екатерина Петровна
Екатерина Петровна Стенякина (род. 4 мая 1985, Шахты, Ростовская область, РСФСР, СССР) — российский общественный и политический деятель, депутат Государственной думы VIII созыва с 2021 года.

## Биография
Екатерина Стенякина родилась в 1985 году в городе Шахты (Ростовская область). В 2007 году окончила Шахтинский институт по специальности «прикладная информатика в экономике» (с квалификацией «информатик-экономист»), в 2017 — Донской государственный технический университет по специальности «юриспруденция». Работала техником лаборатории телематики и телекоммуникаций Южно-Российского государственного технического университета (2005—2007), генеральным директором по развитию ООО «Денисов-Аудит» в Ростове-на-Дону (2009—2010). В 2008—2010 годах Стенякина руководила ростовским региональным отделением «Молодой гвардии», в 2010—2012 годах была координатором МГЕР в Южном Федеральном округе и членом координационного совета, в 2012—2014 — сопредседателем координационного совета.
В 2010 году Стенякина была избрана депутатом городской Думы Шахт от «Единой России». В 2013 году она стала депутатом Законодательного собрания Ростовской области, где руководила комитетом по молодежной политике, физической культуре, спорту и туризму (2016—2018). Параллельно Стенякина была председателем Молодёжного парламента (2017—2019). В 2016 году она выдвигала свою кандидатуру в Государственную думу VII созыва, но проиграла выборы. В 2021 году Стенякина победила на выборах по одномандатному округу в Госдуму VIII созыва и стала депутатом от Ростовской области. Она вошла в счётную комиссию парламента и в комитет по труду, социальной политике и делам ветеранов.
Из-за поддержки российско-украинской войны Стенякина находится под санкциями 27 стран ЕС, Великобритании, США, Канады, Швейцарии, Австралии, Японии, Украины, Новой Зеландии.